# Estádio Municipal Dagnino Rossi
Estádio Municipal Dagnino Rossi foi construído entre 1991 a 1993 em Ibaté, no estado de São Paulo.
A equipe amadora da cidade chamada Ibateense mandava seus jogos em campeonatos regionais até os meados do ano de 2002. Com a morte de Dagnino Rossi, dono da equipe e ex-prefeito da cidade, seu nome passou a homenagear o estádio.

## Expansão
O estádio está sendo aumentado em sua capacidade, construindo a sua primeira arquibancada, que terá 60 metros de comprimento, com capacidade para centenas de pessoas, e será construída ao lado esquerdo do campo gramado. De acordo com os engenheiros responsáveis, a estrutura da arquibancada poderá ser ampliada conforme o tempo.